# Ilse Czech-Kuckhoff
Ilse Czech-Kuckhoff (Pseudonym Ilse Paul-Czech; * 27. Januar 1908 in Tichau; † 11. September 1982 in Leipzig) war eine deutsche Schriftstellerin.

## Leben
Ilse Czech-Kuckhoff, geboren in Schlesien, arbeitete lange Jahre als Heimerzieherin. Sie wurde Schriftstellerin, Dramatikerin und Drehbuchautorin. Sie war die zweite Ehefrau von Armin-Gerd Kuckhoff und lebte in Leipzig. Sie starb im Alter von 74 Jahren und wurde auf dem Südfriedhof Leipzig bestattet.

## Werke
- 1938: Mordsache Holm (Drehbuch zum Film)
- 1939: Die weiße Königin (Kriminalstück)
- 1940: Nie wieder... (Komödie; mit H. Hansen)
- 1942: Ein Mann mit Herz. Vier Akte zur Komödie der Liebe (Bühnen-Musikstück)
- 1949: Du sollst Dir kein Bildnis machen (Komödie)
- 1953: Die Heiligen Drei Affen (Komödie)
- 1957: Ein Mädchen von 16 ½ (Drehbuch zum DEFA-Film)